# Sianselkä
Sianselkä är en ö i Finland. Den ligger i Pyhäjoki älv och i kommunen Merijärvi i den ekonomiska regionen  Ylivieska ekonomiska region  och landskapet Norra Österbotten, i den centrala delen av landet, 500 km norr om huvudstaden Helsingfors. Öns area är 0,3 hektar och dess största längd är 120 meter i öst-västlig riktning.